# Hamato Yoshi
Hamato Yoshi é um personagem central da banda desenhada Teenage Mutant Ninja Turtles e em toda a media relacionada. Criado por Kevin Eastman e Peter Laird, apareceu pela primeira vez em Teenage Mutant Ninja Turtles #1 (Maio de 1984).
Em todas as continuidades, Yoshi foi outrora um grande e honrado ninja, cuja história está sempre intimamente ligada à de Splinter: era dono de um rato de estimação que se transforma em Splinter na banda desenhada original, nos filmes, na série The Next Mutation e na série de 2003, enquanto que Splinter é Hamato Yoshi, transformado em um homem-rato pelo mesmo mutagênico que deixou as tartarugas antropomórficas, nos desenhos de 1987, 2012, e 2018, bem como as bandas desenhadas Teenage Mutant Ninja Turtles Adventures e da IDW. Com exceção do desenho de 2018, Yoshi também é caracterizado como rival de Oroku Saki, o Destruidor.